# Marcel L’Herbier
Marcel L'Herbier (Párizs, 1888. április 23. – Párizs, 1979. november 26.) francia filmrendező, egyike az első avantgárd filmeseknek. A francia filmművészeti főiskola (IDHEC) alapítója és első igazgatója.

## Pályája
Kezdetben az irodalom vonzotta, tanulmányait és szimbolista verseit tartalmazó első könyvét 1914-ben állította össze. A világháború idején behívták katonának és a francia hadsereg filmszolgálatához osztották be. Cecil B. DeMille The Cheat (Franciaországban: Forfaiture; magyar címe: A megbélyegzett asszony vagy A csalás) című filmjének (1915) hatása alatt kötelezte el a magát a filmmel. 1917-ben két forgatókönyvet készített (a filmeket a Louis Mercanton és René Hervil szerzőpár rendezte), forgatni kezdett egy kísérleti filmet (befejezetlenül maradt), majd a film elméletével foglalkozó munkát is írt (Hermès et le Silence, 1918).
1919-ben forgatta első hosszabb filmjét, a hazafias és poétikus Rose-Francet. A következő évben egy Balzac-mű alapján forgatott filmet, majd következett az Eldorádó (El Dorado, 1921), mely szűk szakmai körben sikert aratott, és melyet azóta is a rendező legjobb némafilmjeként tartanak számon. Louis Delluc-kel, Abel Gance-szal, Germaine Dulac-kal együtt Marcel L'Herbier is az 1920-as évek nagy útkeresői, a francia avantárd film első képviselői közé tartozott. Akkoriban újnak számító formai és technikai megoldásokkal kísérletezett. A film sajátos képi eszközeivel: fény-árnyék hatások, defókuszálás, torzítások, úsztatások alkalmazásával igyekezett érzékelhetővé tenni az alakok lelkiállapotát, a dolgok és helyszínek hangulatát, elérni drámai hatást.
1923-ban saját filmgyártó társaságot alapított (Cinégraphic, 1923–1928), így szabadon megvalósíthatta elképzeléseit. Ott forgatta további némafilmjeit, köztük a kiemelkedő L'Inhumaine (1923, többek között Fernand Léger által rajzolt díszletekkel) és a L'Argent (1928) című alkotásait is. Utóbbi Émile Zola A pénz című regényének adaptációja és már hordozható kamerával készült; Gregor–Patalas filmtörténete szerint „teljesen formai kísérletezésbe fulladt.”
A hangosfilm megjelenésével felhagyott formai kísérleteivel, szakított az avantgárddal. Gaston Leroux műveiből bűnügyi filmeket (Le Mystère de la chambre jaune és Le Parfum de la dame en noir, 1930), illetve romantikus filmeket (La Femme d'une nuit) forgatott, ezeket fölényes mesterségbeli tudás jellemzi. A második világháború idején kényelmes vígjátékok vagy a fantasztikum világába menekült. Az ekkor forgatott Szédült éjszakát (La nuit fantastique, 1942) Georges Sadoul a legsikerültebb hangosfilmjének tartotta.
Marcel L'Herbier alapította 1943-ban a francia filmművészeti főiskolát, melynek hosszú ideig igazgatója is volt. Utolsó mozifilmjét 1953-ban mutatták be, attól kezdve csak a televíziónál dolgozott, ahol tv-filmeket és kulturális műsorokat rendezett.

## Értékeléséből
Jean Epstein francia filmrendező és filmesztéta, az avantgárd és a „tiszta film” lelkes (és elfogult) híve úgy látta, hogy az 1920-as évek elején létrehozták – elsősorban Abel Gance és Marcel L'Herbier – „a francia filmstílus alapvető esztétikai és pszichológiai kifejezésmódját.” „Mind kronológia, mind fontossági sorrendben a film sajátos vizuális nyelvének és stílusának megalkotói közül [Abel Gance után] másodikként nyilvánvalóan Marcel L'Herbier nevét kell megemlítenünk. Már első próbálkozásaitól kezdve L'Herbier is arra akarta rávenni a tárgylencsét, hogy a dolgokat ne szabványos nézőpontból, hanem egyénibb, pszichologikusabb és költőibb tolmácsolásban ábrázolja. És kétségtelenül ebben mutatkozik meg a 'francia iskola' leglényegesebb jellemvonása, mely egyben elindulását is jelzi s elválasztja a többi – így elsősorban az amerikai – filmművészettől…”

## Általa rendezett filmek

### Némafilmek
- 1919 : Rose-France
- 1919 : Le Bercail
- 1920 : Az élet komédiája (Le Carnaval des vérités)
- 1920 : Ítéljen a tenger (L'Homme du large), (Balzac Un drame au bord de la mer – Dráma a tengerparton című műve nyomán)
- 1921: Prométhée... banquier
- 1921 : Villa Destin
- 1921 : El Dorado
- 1922 : Don Juan et Faust
- 1923 : Résurrection
- 1924 : L'Inhumaine
- 1926 : Mathias Pascal két élete, Feu Mathias Pascal (Luigi Pirandello azonos című regénye nyomán)
- 1927 : Szédület, Le Vertige
- 1928 : Az ördögi szív, Le Diable au cœur
- 1928 : A pénz, L'Argent (Émile Zola azonos című regénye nyomán)
- 1929 : Nuits de princes

### Hangosfilmek
- 1930 : A szerelem gyermeke, L'Enfant de l'amour
- 1930 : La Femme d'une nuit (francia verzió) / La donna di una notte (olasz verzió)
- 1930 : Le Mystère de la chambre jaune (Gaston Leroux nyomán)
- 1931 : Le Parfum de la dame en noir (Gaston Leroux nyomán)
- 1933 : L'Épervier
- 1934 : L'Aventurier
- 1934 : Le Bonheur
- 1934 : Le Scandale
- 1935 : La Route impériale
- 1935 : Asszony a hadihajón, Veille d'armes
- 1936 : Children's Corner, cinéphonie (rövidfilm)
- 1936 : Les Hommes nouveaux
- 1936 : Vágyak asszonya, La Porte du large
- 1937 : La Citadelle du silence
- 1937 : Nuits de feu
- 1937 : A megbélyegzett asszony (úgynevezett „remake”: Cecil B. DeMille 1915-ös  The Cheat – franciául: Forfaiture, magyarul A megbélyegzett asszony – című filmjének újraalkotása)
- 1937 : Rasputin, a fekete cár, La Tragédie impériale
- 1938 : Perzselő szerelem, Adrienne Lecouvreur
- 1938 : Terre de feu (Terra di fuoco)
- 1939 : Kaukázusi brigád, La Brigade sauvage
- 1939 : Entente cordiale
- 1939 : La Mode rêvée, cinéphonie (rövidfilm)
- 1940 : A boldogség komédiája, La Comédie du bonheur (francia verzió) / Ecco la felicità (olasz verzió)
- 1941 : Histoire de rire
- 1942 : Szédült éjszaka, La Nuit fantastique
- 1943 : L'Honorable Catherine
- 1945 : La Vie de bohème
- 1946 : Au petit bonheur
- 1946 : L'Affaire du Collier de la Reine
- 1948 : La Révoltée
- 1950 : Les Derniers Jours de Pompéi
- 1953 : Le Père de Mademoiselle